# جيمس ليس ميلن
(جورج) جيمس هنري ليس ميلن (بالإنجليزية: James Lees-Milne) (6 آب / أغسطس 1908 - 28 كانون الأول / ديسمبر 1997) كاتب إنجليزي وخبير في البيوت الريفية، عمل لحساب مؤسسة التراث القومي من 1936 إلى 1973. وكان مؤرخا معماريا وروائيا وكاتب سير.

## حياته ومسيرته
ولد ليس ميلن في أسرة تصنيع مزدهرة في 6 أغسطس 1908 في ويكهامفورد، ورسسترشاير. وتعلم في مدرسة لوكرز بارك في هيرتفوردشاير وكلية إيتون وجامعة أكسفورد التي تخرج منها بالدرجة الثالثة في التاريخ في عام 1931. وفي الفترة من 1931 إلى 1935، شغل منصب السكرتير الخاص للبارون الأول جورج لويد.
في عام 1936 تم تعيين ليس ميلن أمينا للجنة البيوت الريفية التابعة لمؤسسة التراث القومي. شغل المنصب حتى عام 1950، باستثناء فترة الخدمة العسكرية من 1939 إلى 1941. خلال فترة ولايته كان مساهما منتظما في الرسالة الإخبارية للأعضاء. وكان له دور فعال في أول عملية نقل واسعة النطاق للمنازل القطرية من الملكية الخاصة إلى المؤسسة. استقال من منصبه بدوام كامل في عام 1950، لكنه واصل علاقته مع المؤسسة كمستشار معماري غير متفرغ وعضو في اللجان. 
كان ليس ميلن يزور ديانا موسلي عندما تخلى الملك إدوارد الثامن عن العرش. وكان الغرض من زيارته هناك لدراسة منزل في القرن 17 الذي كانت هي وزوجها السير أوزوالد موزلي. وسجل في وقت لاحق كيف كان هو وديانا قد استمعوا إلى خطاب التخلي للملك والدموع تسقط على وجوههم. كان قد أحب شقيقها توم ميتفورد عندما كانوا في كلية إيتون، ودمر عندما قتل توم في عمل في ميانمار في عام 1945.
في عام 1951، تزوج ألفيلد، فيسكونتيس شابلن، خبيرة بارزة في الحدائق والمناظر الطبيعية. توفيت ألفيلد ليس ميلن في عام 1994. كان كل من ليسميلن وألفيلد مثليين.
عاش هو وألفيلد بعد عام 1974 في إسيكس هاوس، بادمينتون. في حين كان يعمل معظم أيامه في مكتبة ويليام توماس بيكفورد. بينما كان يعيش في بادمينتون دخل في عداء مع صاحب العقار، وبوصفه أمينا لمؤسسة التراث القومي، أصبح المؤسس لصندوق تروستي التابع لشركة بيكفورد، الذي أنشئ في عام 1977 للحفاظ على المبنى وجمعه من أجل المنفعة العامة والحفاظ عليه.
كان ليس ميلن صديق العديد من الشخصيات الفكرية والاجتماعية البريطانية البارزة في أيامه، بما في ذلك نانسي ميتفورد، هارولد نيكولسون - الذي كتب عنه سيرة ذات مجلدين - ديبورا ميتفورد، وسيريل كونولي.
من عام 1947 نشر ليس ميلن سلسلة من الأعمال المعمارية التي تهدف في المقام الأول إلى القارئ العام. وكان أيضا كاتب يوميات، وقد نشر له مذكرات واسعة في اثني عشر مجلدا. جذبوا التاليين. حيث علق لاري ماكمورتري أن ليس-ميلن مثل بيبيس وبوزويل من قبله، كان منفتحا على إخفاقاته - في الواقع، لن يعرف كيف يخفيهم. ويلاحظ نيكولاس بيرنز أن ليس ميلن قال «بصراحة عن نفسه وحياته وحبه للفن والهندسة المعمارية أن علاقته الكتابية مع القارئ تصبح متميزة، لا يمكن أن تكون سهلة أو عرضية، لا يمكن أن تكون مبهجة أو مرموقة.» كما كتب ليس ميلن أيضا أعمالا أخرى، شملت العديد من السير الذاتية، على سبيل المثال، هارولد نيكولسون، ودوق باشيلور ديفونشير، واللورد إيشر - ورواية سيرية ذاتية متعلقة بسيرة المرء الذاتية.
في عام 1993 رفض ليس ميلن عرض رتبة الإمبراطورية البريطانية في قائمة تكريم السنة الجديدة.
توفي ليس ميلن في مستشفى تيتبوري في 28 كانون الأول / ديسمبر 1997. وكان رماده، جنبا إلى جنب مع رماد زوجته ألفيلد، متناثرة في أرض إسكس هاوس.
سلسلة من ثلاث مسرحيات مستوحاة من مذكرات ليس ميلن - في بعض الأحيان في أذرع الرب، ومعركة لا تنتهي، وماذا تملك إنجلترا - بثتها البي بي سي في يوليو 2013.

## روابط خارجية
- Official website
- Dictionary of Art historians